# Широколентов достъп
Широколентов достъп (на английски: Broadband access) до интернет е услуга от интернет доставчик, техническо средство за предаване, притежаващо честотна лента, достатъчна за едновременно пренасяне на канали за глас, видео и данни. Всеки канал на изхода за предаване се модулира до различна честота и се демодулира в приемната страна. Каналите са разделени от празно пространство, за да сме сигурни, че няма да се смесят помежду си.
Широколентов достъп се отнася до размер на комуникационни достъп над 256 kbit/s.
По данни на НСИ към 6 декември 2019 г. 74,9% от домакинствата в България ползват широколентов достъп до интернет.